# Sara Simeoni
Sara Simeoni (Rivoli Veronese, Itàlia 1953) és una atleta italiana, ja retirada, guanyadora de tres medalles olímpiques en la modalitat de salt d'alçada.

## Biografia
Va néixer el 19 d'abril de 1953 a la ciutat de Rivoli Veronese, població situada a la província de Verona.

## Carrera esportiva
Especialista en salt d'alçada va participar, als 19 anys, en els Jocs Olímpics d'Estiu de 1972 realitzats a Múnic (Alemanya Occidental), on va aconseguir finalitzar sisena en la prova femenina d'aquesta modalitat i guanyar, així, un diploma olímpic. En els Jocs Olímpics d'Estiu de 1976 realitzats a Mont-real (Canadà) va aconseguir guanyar la medalla de plata en gran competició amb l'alemanya Rosemarie Ackermann, un metall que es transformà en or en els Jocs Olímpics d'Estiu de 1980 realitzats a Moscou (Unió Soviètica), on establí un nou rècord olímpic amb un salt de 1.97 metres. En els Jocs Olímpics d'Estiu de 1984 realitzats a Los Angeles (Estats Units) va aconseguir guanyar la medalla de plata, quedant per darrere de l'alemanya Ulrike Meyfarth, que ja havia estat vencedora en els Jocs de 1972.
Al llarg de la seva carrera ha guanyat tres medalles en el Campionat d'Europa d'atletisme, una d'elles d'or; quatre medalles en el Campionat d'Europa d'atletisme en pista coberta, totes elles d'or; dues medalles en els Jocs del Mediterrani, les dues d'or; i cinc medalles en les Universíades.